# Look What God Gave Her
"Look What God Gave Her" là bài hát của nam ca sĩ nhạc đồng quê người Mỹ Thomas Rhett. Anh sáng tác bài hát cùng với cha của mình, ông Rhett Akins, và với Julian Bunetta, Josh Ryan, Jacob Kasher và Ammar Malik. Bài hát được Rhett đồng sản xuất cùng Dann Huff và Julian Bunetta. Đây là đĩa đơn đầu tiên từ album phòng thu thứ tư của Rhett Center Point Road.

## Diễn biến thương mại
Bài hát được phát hành để tải kỹ thuật số vào ngày 28 tháng 2 năm 2019. Nó trở thành đĩa đơn nhạc đồng quê kỹ thuật số bán chạy nhất của tuần với 19.000 bản bán được trong tuần đầu tiên, vươn từ vị trí thứ 35 lên vị trí thứ 5 trên bảng xếp hạng Hot Country Songs ngày 16 tháng 3 năm 2019. Tính đến tháng 4 năm 2019, bài hát đã bán được 70.000 bản.

## Video âm nhạc
Video âm nhạc của bài hát ra mắt vào tháng 4 năm 2019.

## Xếp hạng và chứng nhận
| Bảng xếp hạng (2019)                 | Vị trí cao nhất |
| ------------------------------------ | --------------- |
| Canada (Canadian Hot 100)            | 33              |
| Canada Country (Billboard)           | 1               |
| Hoa Kỳ Billboard Hot 100             | 32              |
| Hoa Kỳ Adult Pop Airplay (Billboard) | 17              |
| Hoa Kỳ Country Airplay (Billboard)   | 1               |
| Hoa Kỳ Hot Country Songs (Billboard) | 3               |
| Hoa Kỳ Rolling Stone Top 100         | 58              |

| Quốc gia | Chứng nhận | Số đơn vị/doanh số chứng nhận |
| --- | ---------- | ----------------------------- |
| Hoa Kỳ (RIAA) | Vàng       | 500.000‡                      |
| * Chứng nhận dựa theo doanh số tiêu thụ. ^ Chứng nhận dựa theo doanh số nhập hàng. ‡ Chứng nhận dựa theo doanh số tiêu thụ và phát trực tuyến. |            |                               |